# Bassaniana
Bassaniana Strand, 1928 è un genere di ragni appartenente alla famiglia Thomisidae.

## Distribuzione
Le cinque specie note di questo genere sono diffuse nella regione olartica, prevalentemente in America settentrionale

## Tassonomia
Secondo gli aracnologi Bowling & Sauer, in un loro lavoro del 1975, questo genere sarebbe sinonimo di Coriarachne Thorell, 1869, sulla falsariga di precedenti rilievi dell'aracnologo Gertsch risalenti al 1953. Queste indicazioni non sono però state recepite e convalidate dai lavori seguenti, ad eccezione di Lehtinen (2002).
Non sono stati esaminati esemplari di questo genere dal 2013.
A giugno 2014, si compone di cinque specie ed una sottospecie:
- Bassaniana decorata (Karsch, 1879) — Russia, Cina, Corea, Giappone
- Bassaniana floridana (Banks, 1896) — USA
- Bassaniana ora Seo, 1992 — Corea
- Bassaniana utahensis (Gertsch, 1932) — USA, Canada, Alaska
- Bassaniana versicolor (Keyserling, 1880)[2] — America settentrionale
  - Bassaniana versicolor bauderi (Simon, 1877) — Francia